# 1866 na ciência

## Eventos
- 12 de janeiro — fundação da Royal Aeronautical Society em Londres.

## Nascimentos
| Data           | Nome         | Profissão             | Nacionalidade                         | Observações                                                                        | Ref               |
| -------------- | ------------ | --------------------- | ------------------------------------- | ---------------------------------------------------------------------------------- | ----------------- |
| 30 de novembro | Robert Broom | médico e paleontólogo | Reino Unido da Grã-Bretanha e Irlanda | m. 1951 Medalha Real 1928 Medalha Daniel Giraud Elliot 1946 Medalha Wollaston 1949 | [ 1 ] [ 2 ] [ 3 ] |

## Mortes
| Data          | Nome            | Profissão            | Nacionalidade         | Observações                   | Ref   |
| ------------- | --------------- | -------------------- | --------------------- | ----------------------------- | ----- |
| 13 de outubro | William Hopkins | matemático e geólogo | Reino da Grã-Bretanha | n. 1793 Medalha Wollaston1850 | [ 3 ] |

## Prémios
Medalha Copley
- Julius Plücker[4]